# Utios

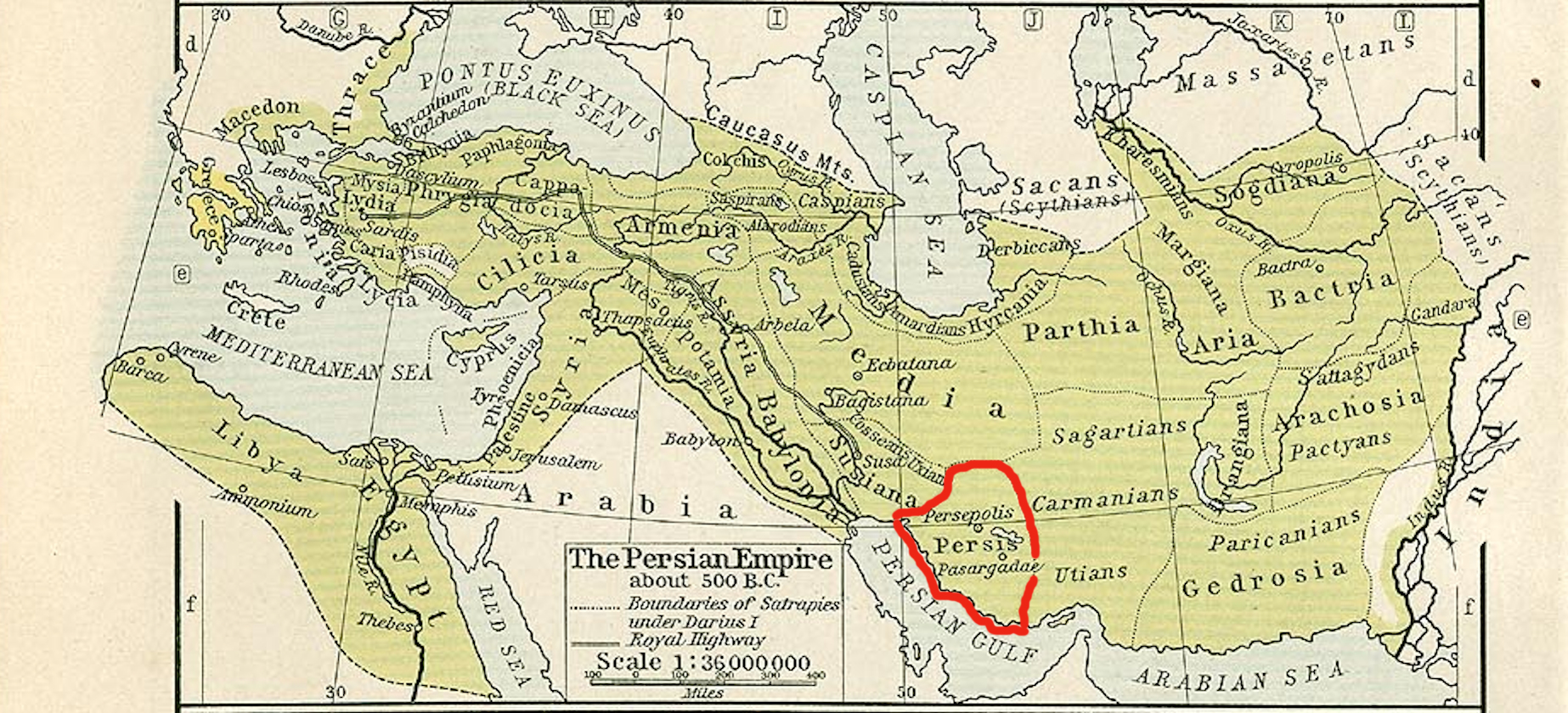
Imperio aqueménida 500 a. C. Mapa de Persia y utios.

Los 'utios eran pueblos iranios antiguos occidentales nómadas que conducían camellos, conocidos principalmente a través de los escritos del historiador griego antiguo Heródoto. Heródoto los describe como «vestidos de piel con el pelo largo».
Existen pocos datos independientes sobre este pueblo, y no está claro a quién se refería Heródoto. Los describe como parte de la decimocuarta provincia del imperio aqueménida, que compartían con otros pueblos llamados sagartios, sarangas, tamaneos, micos y los habitantes sin nombre de las islas del mar Eritreo.
Heródoto también los describe sirviendo en el ejército de Jerjes I, bajo el mando de Arsamenes, hijo de Darío I, durante la segunda guerra médica en 481 a. C.
En la Inscripción de Behistun de Darío I, se describe una tierra del sur de Persis llamada "Vautija". Algunos estudiosos han sugerido que podría ser la misma que las tierras del pueblo que Heródoto llamó utios.

Un hombre llamado Vahyazdāta, residente en una ciudad llamada Tārvā en una región llamada Yautiyā en Persia, se sublevó por segunda vez en Persia. Le dijo a la gente: «Soy Bardiya, el hijo de Ciro». Después de eso, el ejército persa del palacio, que antes había venido de Anshan, me desobedeció y se volvió hacia Vahyazdāta. Se convirtió en rey de Persia
Inscripción de Behistún, 2.ª columna, párrafo 5

En general, se cree que los utios se extendían por el sur de Carmania, cerca de su frontera con Gedrosia.  Otros estudiosos, en particular Josef Markwart, han propuesto que Heródoto estaba confundiendo sus fuentes, y en realidad estaba hablando de un grupo de personas armenias de Utik, de Vitio, posiblemente los antepasados de los udíes. Otros estudiosos, como Amélie Kuhrt, han propuesto que los utios son idénticos a los uxios.